# 박광현 (축구인)
박광현(한국 한자: 朴光鉉, 1967년 7월 24일 ~ )은 대한민국의 전 축구 선수이자 지도자이다. K리그1의 현대 호랑이와 일화 천마 / 천안 일화 천마에서 활약하였으며 1996년 AFC 아시안컵에 참가하였다.